# Walter Bentley
Walter Owen Bentley (wym. [ˈwɔːltəɹ ˈəʊɪn ˈbɛntli]; ur. 16 września 1888 w Hampstead, zm. 2 sierpnia 1971 w Woking) – angielski inżynier, przedsiębiorca, założyciel przedsiębiorstwa motoryzacyjnego Bentley.
Walter Bentley urodził się 16 września 1888 roku w Hampstead, jako najmłodsze z dziewięciorga dzieci. Początkowo został inżynierem kolejowym, następnie pracował w przedsiębiorstwie motoryzacyjnym, by 1912 roku, wspólnie z braćmi, przejąć małą, francuską firmę. Nazwana została Bentley & Bentley, Walter Bentley unowocześnił sprzedawane auta, montując w nich nowe silniki. W roku 1919 założył natomiast przedsiębiorstwo Bentley Motors Limited.
W roku 1931 Bentley Motors Limited została przejęta przez przedsiębiorstwo Rolls-Royce, co uratowało firmę przed likwidacją. Pomimo przejęcia Bentleya przez Rolls-Royce'a Owen Bentley pozostał w zakładzie, współpracując z nowymi właścicielami.
Zmarł 2 sierpnia 1971 roku w Woking.